# Hohenraunau
Hohenraunau ist ein Stadtteil von Krumbach (Schwaben) mit 269 Einwohnern. Das Dorf liegt ungefähr 3 km südlich von Krumbach auf dem Riedel zwischen den Tälern von der Kammel (östlich von Hohenraunau) und dem Krumbächle (westlich von Hohenraunau). Das Dorf ist der südlichste und der am höchsten gelegene Stadtteil von Krumbach und der einzige, der nicht in einem Tal liegt.

## Geschichte
Im 11. Jahrhundert wurde Hohenranau erstmals urkundlich erwähnt. Im Jahr 1472 wurde Veit von Rechberg von Hohenrechberg von dem Augsburger Kanonikastift St. Peter mit der Burg beziehungsweise dem Schloss Hohenraunau belehnt. In den folgenden Jahrhunderten wechselte der Besitzer dieses Lehens mehrmals, unter anderem an Egloff von Knöringen, Ferdinand Vöhlin von Frickenhausen, Vöhlin von Neuburg und Karl von Rebay.
Das Schloss Hohenraunau, das sich südwestlich der Kapelle am heutigen westlichen Ortsrand befand, wurde im Jahr 1525 während des Deutschen Bauernkrieges zerstört. Ein Burgstall ist heute aber noch erkennbar.
Im Jahr 1805 kam Hohenraunau, wie das gesamte Gebiet zwischen Iller und Lech an Bayern.

Am 1. Januar 1972 kam die bislang selbstständige Gemeinde Hohenraunau als erste der vorher selbständigen Gemeinden, die heute Stadtteile von Krumbach sind, im Rahmen der Gebietsreform zur Stadt Krumbach.

## Sehenswürdigkeiten
Herz-Jesu-Kapelle (erbaut: 1706)

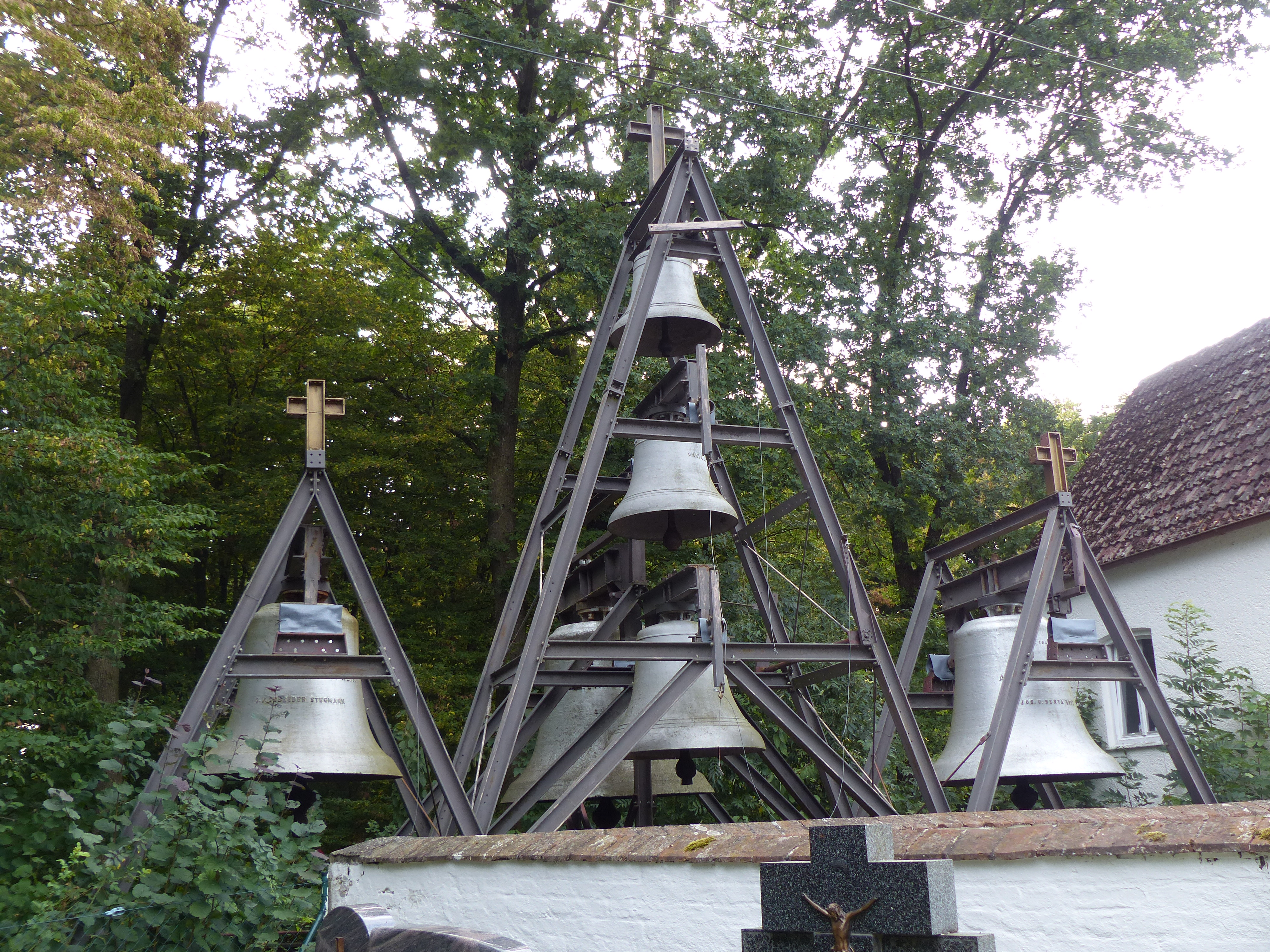
Das Geläut auf dem Hohenraunauer Friedhof

Auf dem Friedhof des Ortes befindet sich das größte freistehende Geläut Deutschlands, bestehend aus sechs Gussstahlglocken, die von Hand geläutet werden. Es handelt sich dabei um ausgediente Glocken aus zwei Kirchen: Die drei tontiefsten Glocken stammen aus der Pfarrkirche St. Silvester in Hiltenfingen, die drei tonhöchsten aus der Pfarrkirche Niederraunau. Sämtliche Glocken wurden 1948 vom Bochumer Verein gegossen.
| Nr. | Name        | Gewicht (kg) | Durchmesser (cm) | Nominal |
| --- | ----------- | ------------ | ---------------- | ------- |
| 1   | „SALVATOR“  | 2.560        | 200              | as0     |
| 2   | „AVE MARIA“ | 1.530        | 168              | ces1    |
| 3   | „JOSEF“     | 1.080        | 151              | des1    |
| 4   |             | 800          | 126              | f1      |
| 5   |             | 460          | 106              | as1     |
| 6   |             | 340          | 95               | b1      |